# La Chapelle-du-Lou
La Chapelle-du-Lou (en bretó Chapel-al-Loc'h, en gal·ló La Chapèll-du-Lóc) és un municipi francès, situat a la regió de Bretanya, al departament d'Ille i Vilaine. L'any 2006 tenia 1.369 habitants.

## Demografia
| 1962                                       | 1968 | 1975 | 1982 | 1990 | 1999 |
| ------------------------------------------ | ---- | ---- | ---- | ---- | ---- |
| 251                                        | 277  | 254  | 298  | 384  | 376  |
| Des de 1962: població sense dobles comptes |      |      |      |      |      |

## Administració
| Període   | Identitat        | Partit |
| --------- | ---------------- | ------ |
| 2001-2008 | Mathurin Lemoine |        |
| 2008-     | Patrick Herviou  |        |